# عبد الله ديالو (لاعب كرة قدم سنغالي)
عبد الله ديالو (بالفرنسية: Abdoulaye Diallo)‏ هو لاعب كرة قدم سنغالي في مركز الهجوم، ولد في 27 يناير 1963 في داكار في السنغال. لعب مع أولمبيك مارسيليا ونادي باستيا.

## وصلات خارجية
- عبد الله ديالو (لاعب كرة قدم سنغالي) على موقع قاعدة بيانات كرة القدم.إي يو (الإنجليزية)
- عبد الله ديالو (لاعب كرة قدم سنغالي) على موقع ناشيونال فوتبول تيمز (الإنجليزية)
- عبد الله ديالو (لاعب كرة قدم سنغالي) على موقع عالم كرة القدم.نت (الإنجليزية)